# میوکی یاناگیتا
میوکی یاناگیتا (انگلیسی: Miyuki Yanagita؛ زادهٔ ۱۱ آوریل ۱۹۸۱) بازیکن فوتبال اهل ژاپن است که در تیم ملی فوتبال زنان ژاپن بازی کرده‌است.